# Jean Laurent (photographe)
Pour les articles homonymes, voir Laurent et Jean Laurent.
Jean Laurent (J. Laurent ou Juan Laurent en espagnol) est un photographe français essentiellement actif en Espagne, né le 23 juillet 1816 à Garchizy dans la Nièvre et mort le 24 novembre 1886 à Madrid en Espagne.

## Biographie

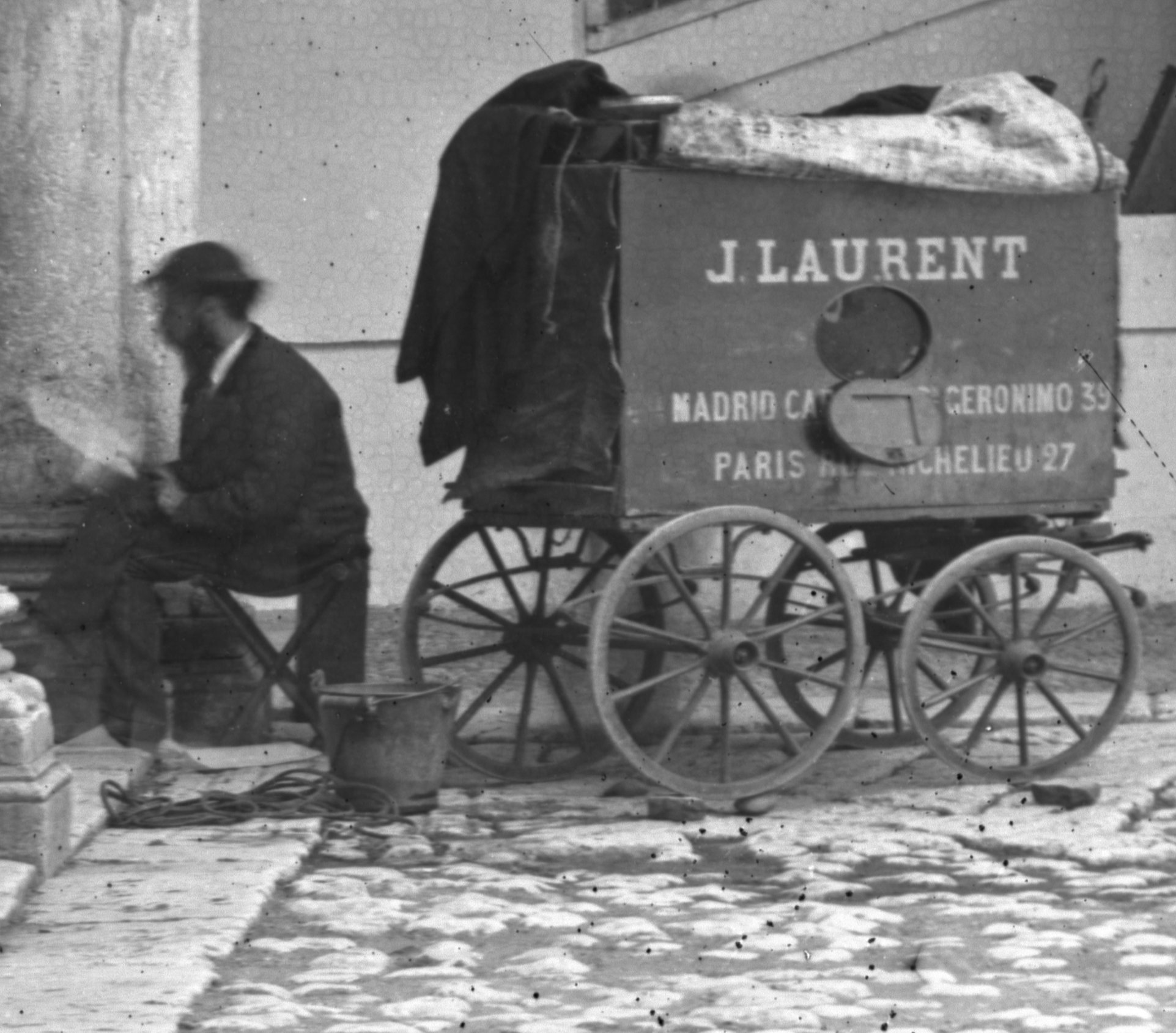
Laboratoire mobile de J. Laurent (1872). Fototeca del IPCE.

Jean Laurent s'installe en 1843 à Madrid où il ouvre une fabrique d'emballages et un atelier de photographie en 1856. Avec son entreprise, J. Laurent y Compañia, il devient le plus important photographe en Espagne, réalisant des portraits — notamment pour la famille royale — et des monuments dont la presse fait des gravures. Il photographie les collections d'art des musées (entre autres les collections du musée de l'Armurerie) et estampille ses tirages de la mention « Photographe de S.M. La Reine ».
Il continue l'œuvre entreprise par Charles Clifford (1819-1863), avec lequel il collabora dans ses débuts.
Entre 1857 et 1882, il voyage en Espagne et fait des photos des monuments, des travaux publics en cours de réalisation, des chemins de fer et autres ouvrages d'art, des costumes, tableaux, scènes de genre, personnages officiels. Il vend ses tirages individuellement et en album et grâce à ses relations avec la France diffuse sa production sur le territoire français. Il fait des expositions à Paris (1858-1867). Entre 1857 et 1870, il a des collaborateurs français qui l'aident dans ses différentes activités. Il a ouvert une succursale à Paris en 1868, au 27 rue Richelieu, pour vendre ses vues d'Espagne et du Portugal.
Il est en 1866, avec José Martinez Sanchez (es), le co-inventeur du procédé de tirages photographiques sur papier leptographique, concurrent du papier albuminé.

## Œuvres
Jean Laurent a édité plus de 12 000 clichés[réf. nécessaire].
La revue française L'Illustration, journal universel, dans son numéro du 12 juin 1858, publia plusieurs gravures selon les photographies de M. J. Laurent (Chemin de fer de Madrid à Alicante. Vues principales de la ligne).
Plusieurs albums des Travaux publics d'Espagne, comportant des photos de Laurent et de Martínez Sánchez furent présentés à l'Exposition universelle de 1867 à Paris.
- Jean Laurent, Catalogue illustré des tableaux du Musée du Prado à Madrid, Madrid, J. Laurent et Cie, 1899.

## Œuvres dans les collections publiques

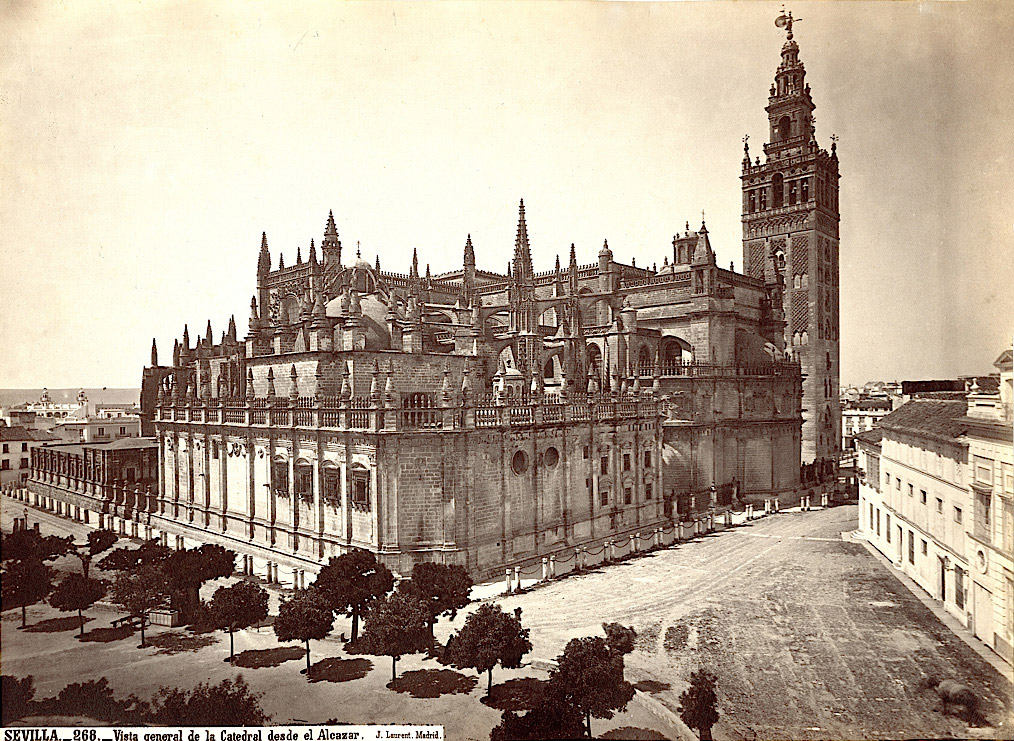
La cathédrale de Séville par Jean Laurent, v. 1866, Department of Image Collections, National Gallery of Art Library, Washington, DC.

- L'Institut du patrimoine culturel d'Espagne (IPCE) du ministère espagnol chargé de la Culture possède des archives photographiques de Jean Laurent. 12 000 images de J. Laurent. Collodion humide. Espagne et Portugal.
- Institut national d'histoire de l'art (INHA) : Fonds photographique Jean Laurent don de M. et Mme Cordey et pour une plus petite partie par M. Garnier. 235 images. Site : École nationale supérieure des beaux-arts de Paris

## Expositions
- Exposition universelle de 1867 à Paris : Vues, musées et costumes d'Espagne et du Portugal, album de photographies ;
- novembre 1996 : Paris, exposition dans le cadre du Mois de la photographie, Un fotógrafo francés en la España del siglo XIX / J. LAURENT. Un photographe français dans l'Espagne du XIXe siècle, Institut Cervantes, Centre Culturel Espagnol ;
- 2005 : Vilnius, exposition ¡Hola, España! XIX amziaus Ispanijos fotografijos. Fotografías de la España del siglo XIX, musée Lietuvos dailes ;
- du 1er juin au 2 juillet 2007 : Madrid, exposition au festival PHotoEspaña,Colección de imágenes de Juan Laurent ;
- 2008 : Séville, exposition Sevilla artística y monumental, 1857-1880. Fotografías de J. Laurent, organisée par la Fondation Mapfre et l'Institut du patrimoine historique espagnol (IPHE - ministère de la Culture) en collaboration avec l'Alcazar de Séville ;
- du 16 mars au 17 mai 2015 : Madrid, exposition Una visión inédita de la Alhambra : Jean Laurent, Fernando Manso, musée archéologique national de Madrid[6].

## Galerie

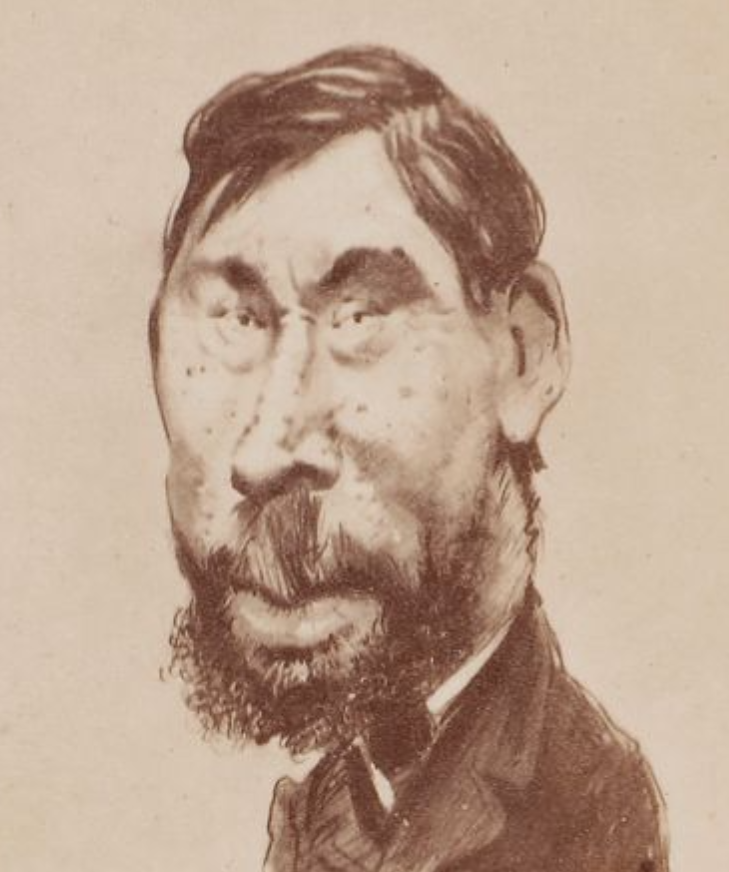
Caricature de J. Laurent en 1862, à Madrid.
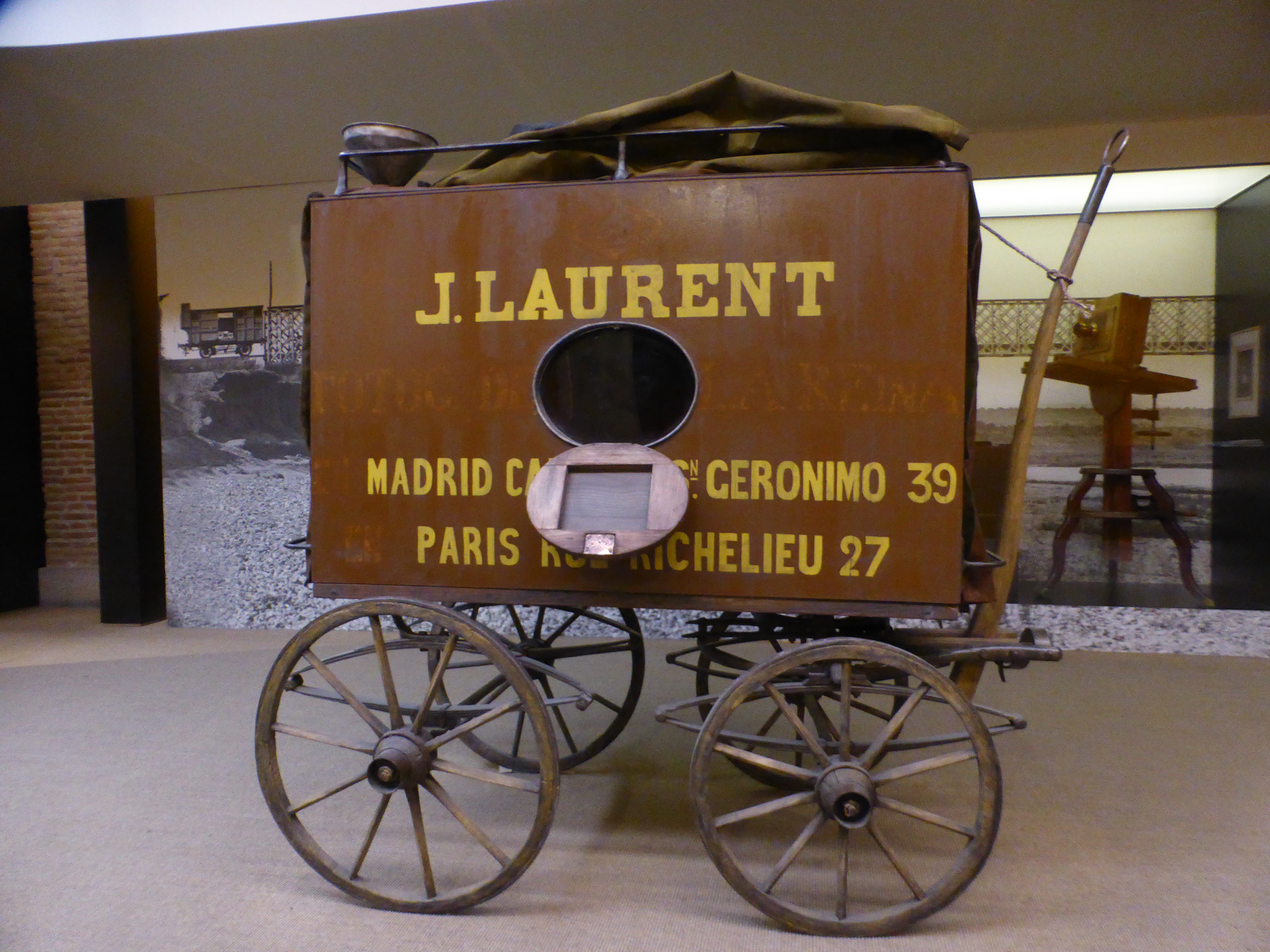
Fidèle réplique de le laboratoire de Laurent.
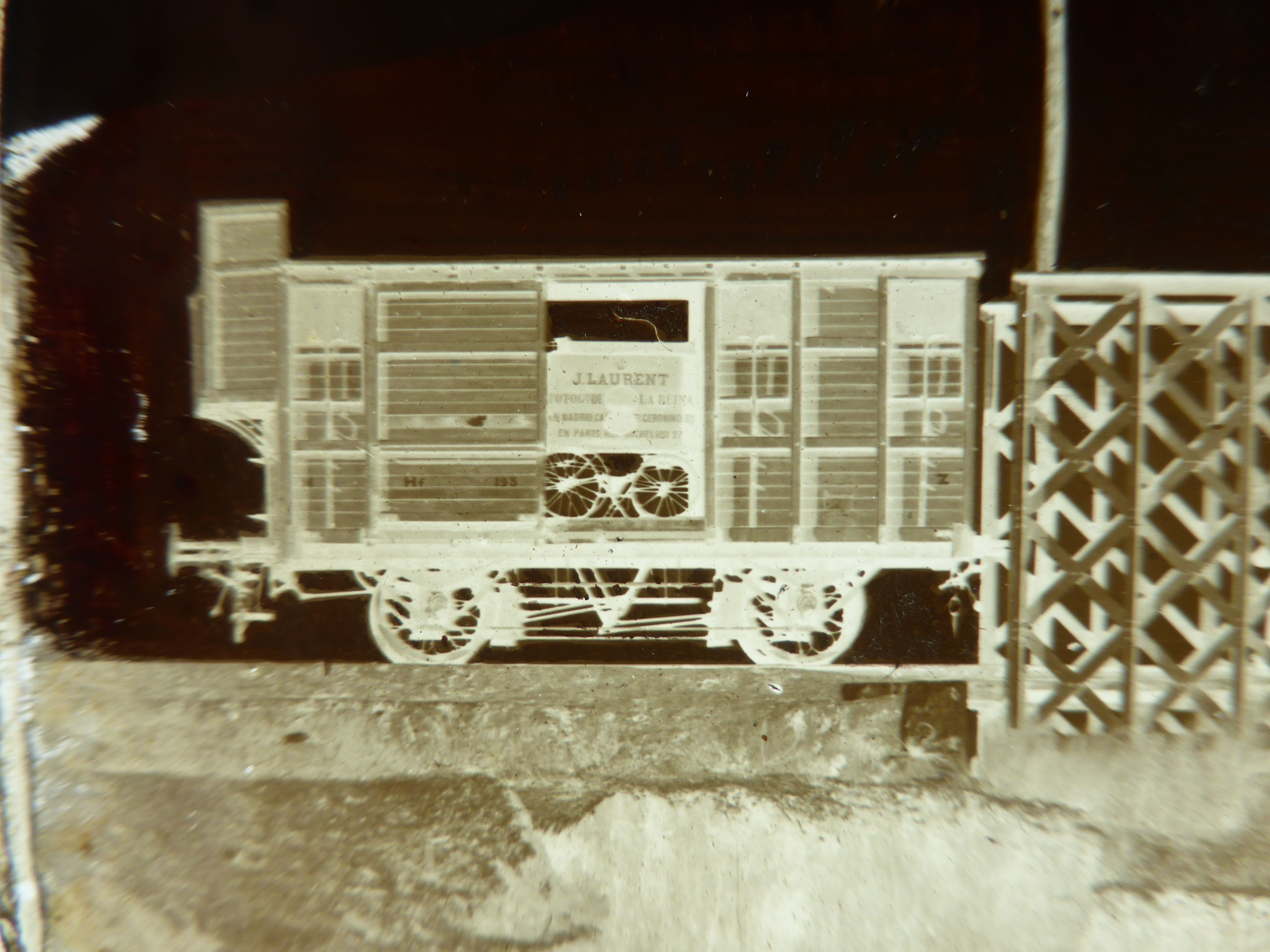
Détail d'un négatif de collodion humide de 1868, avec le laboratoire de J. Laurent dans un fourgon ferroviaire.
- Catalogue des objets du musée des Armures de S. M. la reine, reproduits en photographie par J. Laurent. Madrid, 1868.
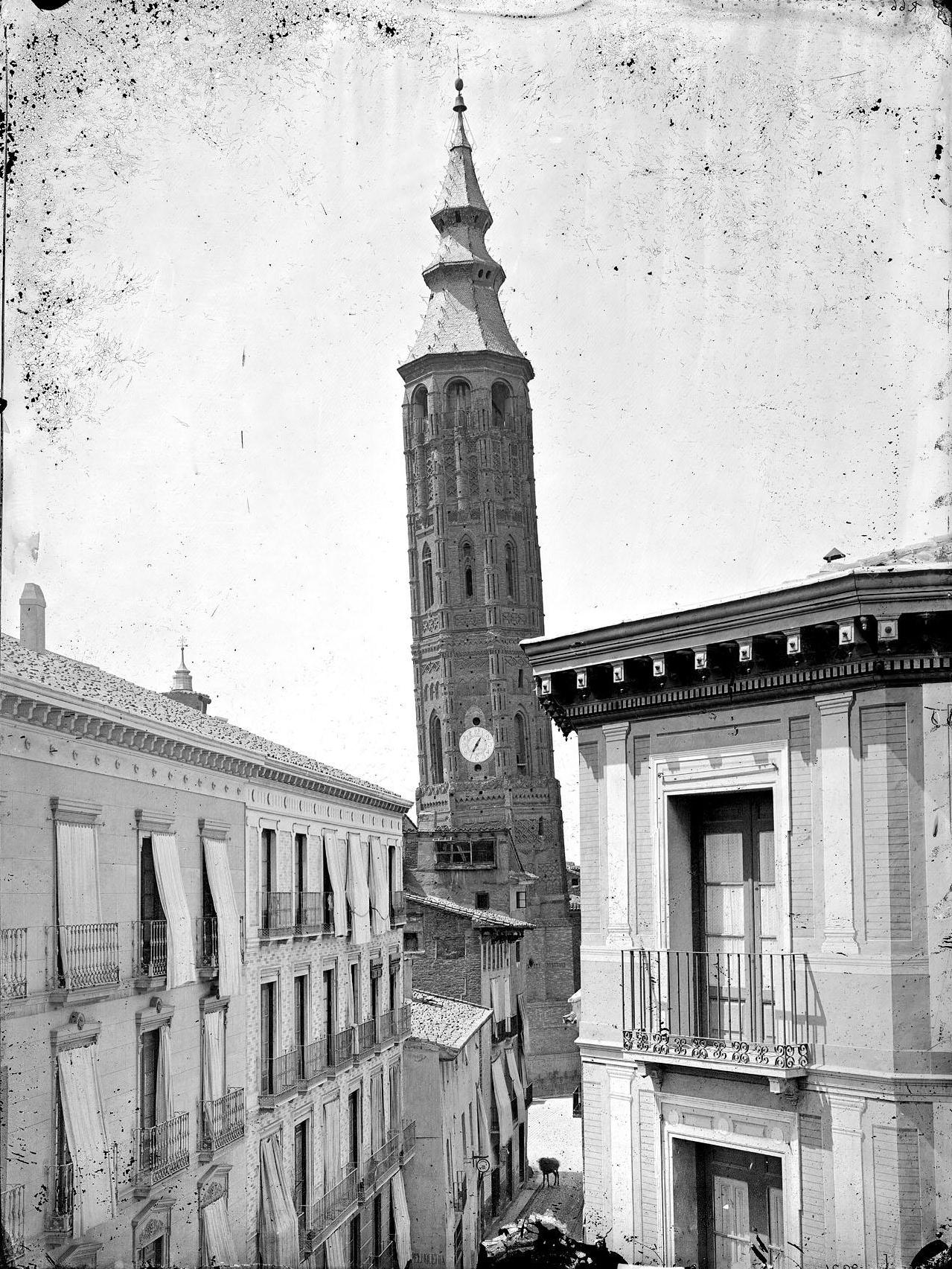
J. Laurent, Torre Nueva, Saragosse, 1874-1877. Archive photographique, Institut du patrimoine culturel d'Espagne.
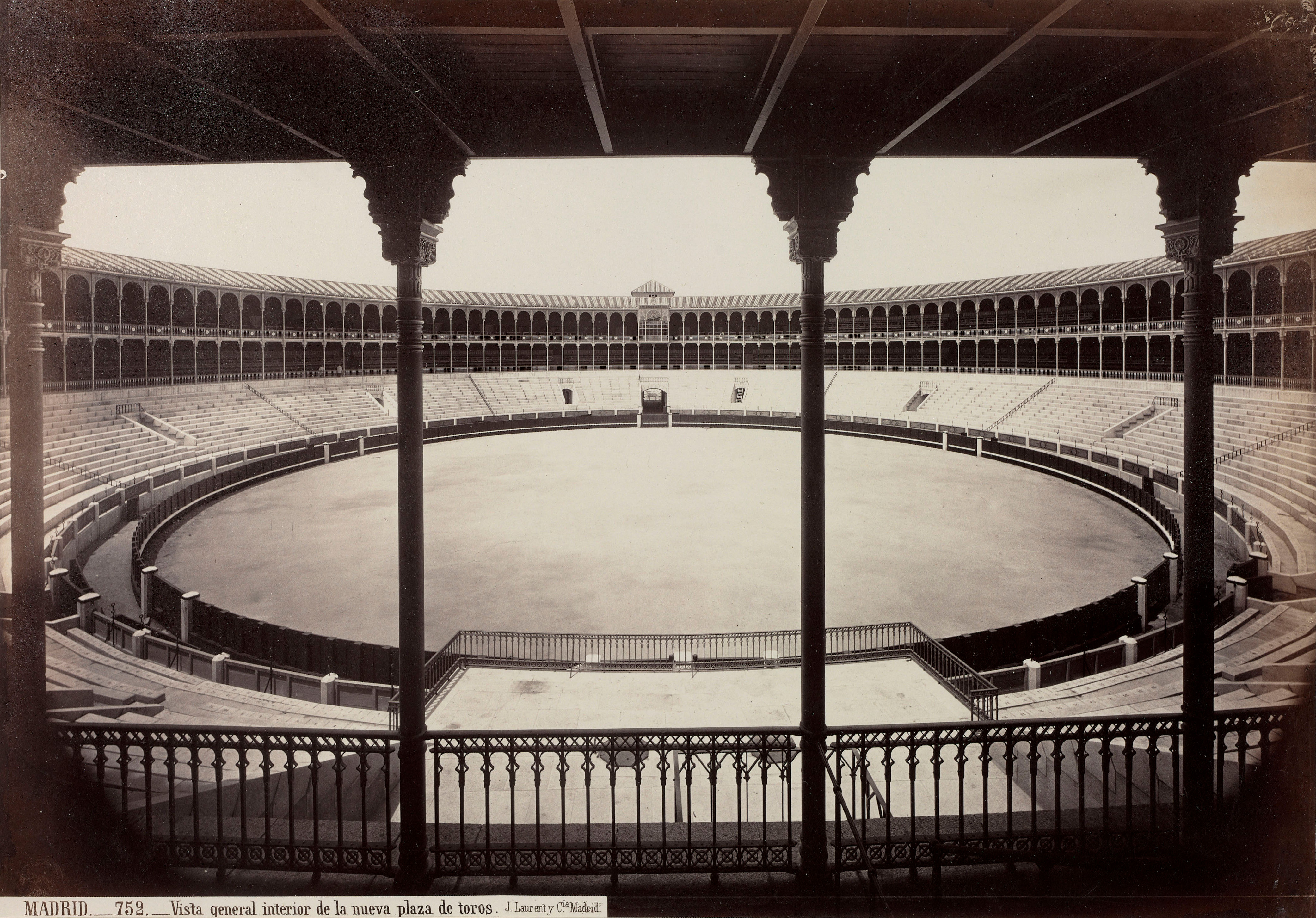
Madrid. La nouvelle enceinte taurine, en juin 1874. Photographie de Jean Laurent.
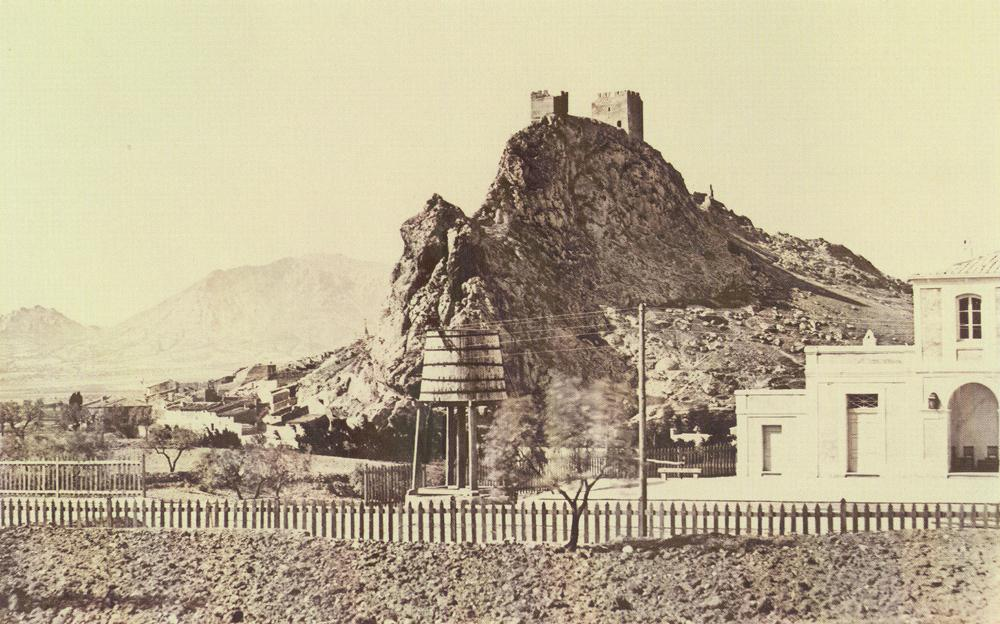
Estación y castillo de Sax (1858). Espagne. Chemin de fer de Madrid à Alicante. Sax (province d'Alicante).
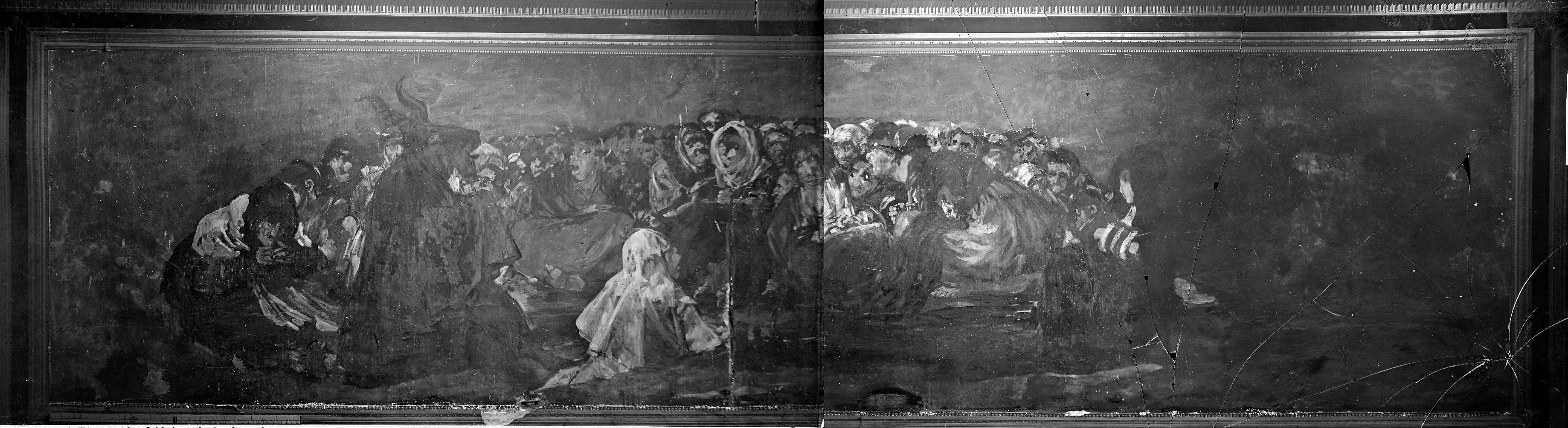
Photographie du Sabbat dans la maison de Goya (1874). J. Laurent. Institut du patrimoine culturel d'Espagne. Fonds photographique Ruiz Vernacci.
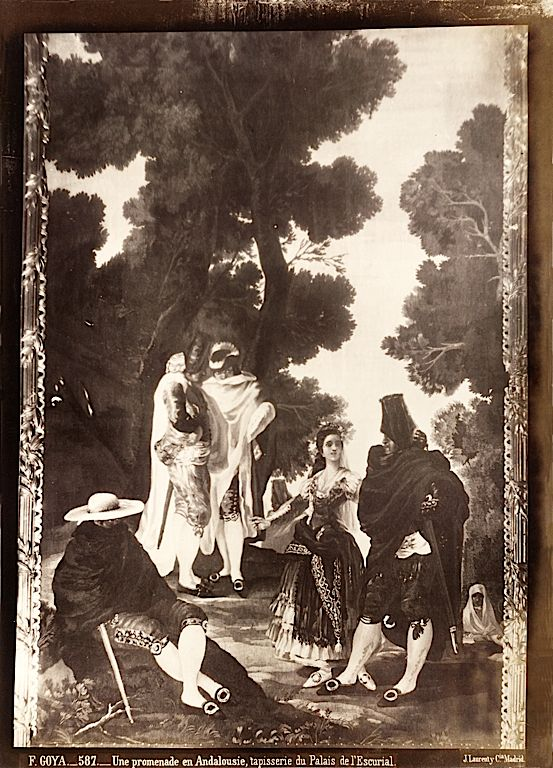
Une promenade en Andalousie (tapisserie d'après un carton de Francisco de Goya). Photo albumine de Jean Laurent, 1875-1879, National Gallery of Art, Washington[7].
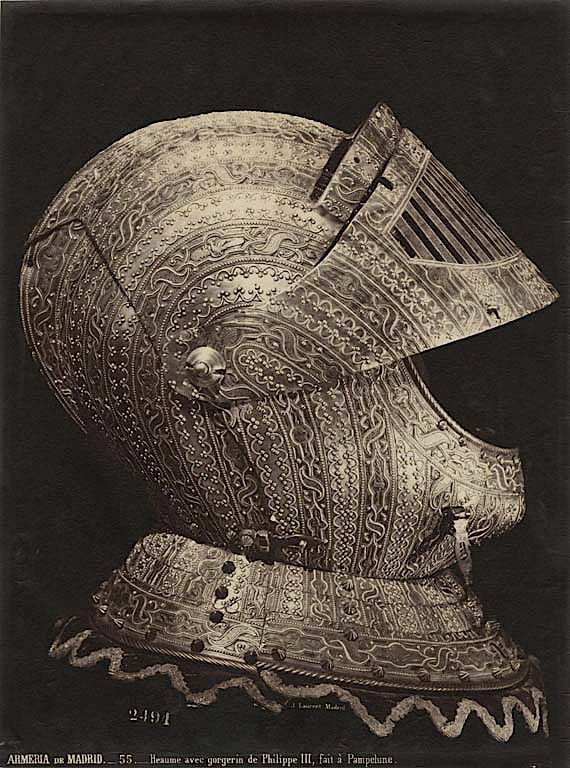
Casque avec Gorget de Philippe III, fabriqué à Pampelune. Photo albumine de Jean Laurent, 1863-1868, National Gallery of Art, Washington[8].